# 28-и AVN награди
28-ата церемония по връчване на AVN наградите е събитие, на което списание „AVN“ представя своите годишни AVN награди в чест на най-добрите порнографски филми, изпълнители и продукти за възрастни за предходната година.
Тя се състои на 8 януари 2011 г. в предградието на Лас Вегас Парадайс, САЩ. Водещи на шоуто по връчване на наградите са порнографските актриси Тори Блек и Райли Стийл, както и комедийната актриса Лиса Лампанели. Домакини на червения килим са Джеси Джейн, Кърстен Прайс, Кейдън Крос и Дейв Наваро. Церемонията е излъчена в САЩ на запис на 7 април същата година по телевизионния канал „Шоутайм“.
Връчени са награди в общо 155 категории за изпълнители, филми и продукти, публикувани в периода от 1 октомври 2009 г. до 30 септември 2010 г. В програмата са включени и четири категории награди на феновете – за най-добро тяло, любим изпълнител, най-дива секс сцена и любим филм.
Тори Блек печели за втори пореден път наградата за най-добра изпълнителка на годината, с което става първата актриса в 28-годишната история на AVN наградите с две титли в тази категория. Тя поставя рекорд и за най-много индивидуални номинации в една година – 22. Евън Стоун получава статуетката за най-добър изпълнител при мъжете. Наградата за най-добра актриса е поделена между Анди Сан Димас и Индия Съмър, а Грейси Глам получава приза за най-добра нова звезда. За чуждестранна изпълнителка на годината е обявена Ейнджъл Дарк от Словакия. Аса Акира е удостоена с четири награди за изпълнение на различни сцени.
Наградата за най-добър игрален филм получава продукцията „Скорост“. Филмът с най-много номинации е „Malice in Lalaland“ – 19.

## Носители на награди

### Индивидуални награди – жени
| Категория                             | Носителка | Номинирани |
| ------------------------------------- | --------- | --- |
| Изпълнителка на годината              |           | Аса Акира Моник Алекзандър Лекси Бел Джена Хейз Кагни Лин Картър Кимбърли Кейн Кейдън Крос Фей Рейган Кристина Роуз Анди Сан Димас Боби Стар Райли Стийл Мисти Стоун Алексис Тексас |
| Най-добра нова звезда                 |           | Брук Лий Адамс Рейвън Алексис Бриана Блеър Ейми Брук Даника Дилън Алексис Форд Тара Лин Фокс Али Хейз Амия Мейли Малъри Рая Мърфи Шанел Престън Ашлин Рая Кати Ст. Ивс Дженифър Уайт |
| Най-добра актриса                     |           | Наташа Марли – Бони и Клайд Мисти Стоун – Любовен триъгълник Джесика Дрейк – 3 дни през юни Ниоми Бенкс – Фатално обсебена Съни Леоне – Джия: портрет на порнозвезда Съни Лейн – Алис Райли Стийл – Глупава любов Стоя – Стоя: перфектна снимка                                                                                       |
| Най-добра поддържаща актриса          |           | |
| Чуждестранна изпълнителка на годината |           | Ализ Унгария · Блу Ейнджъл Унгария · Джени Бейби Унгария · Блек Анджелика Румъния · Ейнджъл Дарк Словакия · Лу Шармел Франция · Карла Кокс Чехия · Манди Ди Русия · Алеска Даймънд Унгария · Синди Хоуп Унгария · Леа Лексис Румъния · Кери Луис Великобритания · Наташа Марли Великобритания · Джесика Мур Унгария · Тара Уайт Чехия |
| Crossover звезда на годината          |           | |
| MILF изпълнителка на годината         |           | Лиса Ан Дьома Ракел Дивайн Дайъмънд Фокс Диана Лорън Франческа Ли Кели Мадисън Пейтън Лий Джанет Мейсън Рейлин Рейвнес Вана Стърлинг Индия Съмър Таня Тейт |
| Невъзпята звезда на годината          |           | |

### Награди за изпълнение на сцени
| Категория                                         | Носители                                                                                   |
| ------------------------------------------------- | ------------------------------------------------------------------------------------------ |
| Най-добра сцена с орален секс                     | Тори Блек – „Дневниците на стриптизьорка“                                                  |
| Най-добра сцена с анален секс                     | Аса Акира, Мануел Ферара – „Аса Акира е неустоима“                                         |
| Най-добра секс сцена с двойно проникване          | Аса Акира, Тони Рибас, Ерик Евърхард – „Аса Акира е неустоима“                             |
| Най-добра соло секс сцена                         | Джоана Ейнджъл – „Бунтовно момиче“                                                         |
| Най-добра POV секс сцена                          | Тори Блек – „POV на Джак 15“                                                               |
| Най-добра секс сцена с двойка                     | Кристина Роуз, Мануел Ферара – „Кристина Роуз е уличница“                                  |
| Най-добра секс сцена момиче/момиче                | Джена Хейз, Моник Алекзандър – „Мяу!“                                                      |
| Най-добра секс сцена с тройка момиче/момиче/момче | Кимбърли Кейн, Криси Лин, Мистър Пит – „Осъденият“                                         |
| Най-добра секс сцена с тройка момиче/момче/момче  | Аса Акира, Принс Яшуа, Джон Джон – „Аса Акира е неустоима“                                 |
| Най-добра сцена с тройка само с момичета          | Кристина Роуз, Аса Акира, Алексис Тексас – „Суперзадница срещу уличница“                   |
| Най-добра сцена с групов секс                     | Алексис Тексас, Кристина Роуз, Грейси Глам, Майкъл Стефано – „Суперзадница срещу уличница“ |
| Най-добра сцена с групов секс само с момичета     | Джеси Джейн, Райли Стийл, Кейдън Крос, Кацуни, Рейвън Алексис – „Телесна топлина“          |
| Най-добра секс сцена в чуждестранна продукция     | Тори Блек, Стив Холмс, Джаз Дуро – „Тори Блек: нимфоманиячка“                              |
| Най-брутална секс сцена                           | Али Хейз, Адриана Никол, Ейми Брук – „Беладона: фетиш фанатик 8“                           |

### Награди на феновете
| категория           | носител                                                                           |
| ------------------- | --------------------------------------------------------------------------------- |
| Най-добро тяло      | Алектра Блу                                                                       |
| Любима изпълнителка | Джена Хейз                                                                        |
| Най-дива секс сцена | Джеси Джейн, Райли Стийл, Кейдън Крос, Кацуни, Рейвън Алексис – „Телесна топлина“ |
| Любим филм          | „Аса Акира е неустоима“                                                           |

### Зала на славата
| Създатели на бранша     | Видео бранш (актриси)                                          | Видео бранш (актьори)        |
| ----------------------- | -------------------------------------------------------------- | ---------------------------- |
|                         | Беладона Бриджит Керков Джада Файър Савана Семсън Синеймън Лов |                              |
| Администратори в бранша | Продукти за удоволствие                                        | Създатели на интернет бранша |
|                         |                                                                |                              |